# 이동주 (1962년)
이동주(李東珠, 1962년 6월 8일 ~ )는 지난날 대한민국 문체부 2차관 직무대리 직을 지낸 대한민국 前 정치인이다.

## 주요 이력

### 주요 경력
- 1989년 경인일보 국제외교부 기자 입사(1989년 9월).
- 1994년 매일경제신문 국제부 기자 이적 입사(1994년 3월).
- 1995년 매일경제신문 프랑스 파리 특파원(1995년 2월 ~ 1998년 6월).
- 1998년 매일경제신문 국제부 차장대우(1998년 6월 ~ 2002년 1월).
- 2002년 매일경제신문 기자 직을 그만두면서 매일경제신문 퇴사하고 프리 랜서 선언(2002년 1월).
- 2002년 숭실대학교 언론정보학과 겸임교수(2002년 2월 ~ 2006년 2월).
- 2006년 프리 랜서 신분으로 매일경제신문 논설위원실 객원차장대우 겸 객원논설위원(2006년 2월~2007년 2월).
- 2007년 매일경제신문 편집국 사회부 객원부장대우(2007년 2월 ~ 2008년 2월).
- 2008년 매일경제신문 편집국 정치부 객원부장대우(2008년 2월 ~ 2008년 10월).
- 2008년 매일경제신문 편집국 정치부 객원부장대우 직을 사퇴(2008년 10월).
- 2009년 대통령실 문화공보행정비서관(2009년 1월 ~ 2013년 2월).
- 2009년 대통령 비서실 문화공보행정보좌관(2013년 2월 ~ 2015년 8월).
- 2015년 문체부 홍보협력관(2015년 8월 21일 ~ 2016년 10월 17일).
- 2016년 문체부 차관보(2016년 10월 15일 ~ 2018년 1월 21일).
- 2016년 문체부 제2차관 직무대리 겸직(2016년 10월 31일 ~ 2016년 11월 18일).
- 2018년 문체부 차관보 퇴임(2018년 1월 21일).
- 2018년 자유한국당 문화체육행정특보위원(2018년 5월 31일 ~ 2018년 7월 20일).
- 2018년 자유한국당 문화체육행정특보위원 직위 사퇴 및 자유한국당 탈당(2018년 7월 20일).
- 2018년 바른미래당 상임고문(2018년 9월 23일 ~ 2018년 10월 17일).
- 2018년 바른미래당 상임고문 겸 최고위원(2018년 10월 17일 ~ 2018년 12월 5일).
- 2018년 바른미래당 전임고문 겸 최고위원(2018년 12월 5일 ~ 2019년 1월 23일).
- 2019년 바른미래당 전임고문 겸 최고위원 직위 사퇴 및 바른미래당 탈당하여 무소속 재전향(2019년 1월 23일).

## 저서

### 저술
- 《보이지 않는 돈, 신용》(2003년 3월 31일 - 도서출판 거름)

## 학력
- 김포국민학교 졸업(1975년)
- 인천중학교 졸업(1978년)
- 중앙고등학교 졸업(1981년)
- 연세대학교 불어불문학과 학사(1989년)

## 기타 비고 사안
그는 前 경인일보 국제외교부 출신이며 前 매일경제신문 국제부 출신이고 정치가 겸 대학 교수 김종인 前 보건사회부 장관과 연기자 최불암 前 신한국당 문화예술행정특임위원과 정치가 겸 대학 교수 최광식 前 문화체육관광부 장관과 외교관 김찬우 前 환경부 국제협력관 등은 그의 고교 선배이며 뮤지컬배우 겸 연기자 출신 작가 명노진은 그의 연대 불문학과 직속 후배이기도 하다.